# 稲井大地
稲井 大地（いない だいち、1996年7月14日 - ）は、日本の俳優である。宮崎県出身。海汐プロダクション東京支社所属。

## 人物
宮崎県宮崎市出身。身長174cm。趣味：ドライブ　特技：アクロバット、アクション

## 出演

### テレビ
- 日本テレビ系「くりぃむしちゅーの!THE★レジェンド2016 第4弾」（2016年5月2日） -
- 関西テレビ、フジテレビ系「土曜ナニする？（イケドラ8月期第1話）」（2020年8月1日） -

#### ドラマ
- 日本テレビ「デスノート」（2015年7月） -
- フジテレビ系「痛快TVスカッとジャパン」(2015年) -
- 日本テレビ系 金曜ロードショー特別ドラマ企画「さよなら、ドビュッシー」（2016年3月18日） -
- Amazon Prime ドラマ『龍が如く～Beyond the Game～』- (2024年10月25日世界同時配信)

### 映画
- ショートムービー「ひかる」（海汐プロダクション制作、2017年） - 守谷先生 役
- 「クールガイ」（日本写真映像専門学校制作、2019年） - 主演　武野真 役
- 「暗がりに咲く」（監督：萩原 佑汰、2020年） - 主演　添島健一役
- 「交換ウソ日記」（監督：竹村謙太郎、2023年） -

### CM
- 大塚製薬 カロリーメイト「見せてやれ、底力」篇（2015年） -
- NIKE（2015年） -
- IIJインターネット 忍者役 IIJ 「もしもインターネットがなかったら」篇（2015年）
- SUUMO 「最後の上映会」篇（2016年） -
- PlayStation 4 『進撃の巨人』 「巨人、襲来。」篇（2016年） -
- セキスイハイム 「語る忍者」篇（2017年） - 主演：夢之快適丸 役
- 旭建設 「SDGs」「クラブ活動」「ICT」篇（2022年）- 旭建設社員役
- NEXTLEVEL (2022年)-
- HONMA『驚喜–フィッティング編−』(2024年)-店員役

### Vシネマ
- 「欲望の代償」（2016年6月）

### 舞台・ミュージカル
- 「ハウステンボスワンピース出航プレミアムショー」（2015年5月2日 - 6日、ハウステンボス） - トラファルガー・ロー 役
- 「八犬伝」（2015年4月23日、大分ホルトホール 大ホール） - 闇士 役
- 川中美幸プロデュース「言霊の力シリーズ第9弾 美幸一座 朗読の会」（2016年12月10日、BARかわなか）
- 国連クラシックライブ協会「サウンドオブミュージック」（2017年3月26日・29日・30日、東京ウィメンズプラザ） - ナチス兵隊 役
- 国連クラシックライブ協会「ウエストサイドストリー」（2017年3月26日・29日・30日、東京ウィメンズプラザ） - ジェット団 役
- 「ボクの12支紳士～絵本の中のワンダーランド～」（2018年1月17日 - 24日　座 高円寺2）- 申年　エン役
- 東京ワンピースタワー「ONE PIECE LIVEATTRACTION 『PHANTOM』」（2018年4月21日 -　東京ワンピースタワー） -　千両道化バギー役
- 「織姫と彦星 ～宇宙の彼方から御用改めでござる！～」（2019年8月20日 - なかのZERO大ホール）- 徳川昭武役
- 「八月のシャハラザード」（2020年12月11日 - 14日　溝の口劇場）- 天宮亮太役
- 「時空陰陽」（2021年4月15日 - 18日　ラゾーナ川崎プラザソル ）- 伴善男/掛井アキラ役
- 「暗殺警察」（2023年6月14日 - 18日　シアターグリーンBASE THEATER）- 葛西霧人役

### イベント
- sweet selectionモデル（2015年6月）
- MIYAZAKI GIRL&BOY COLLECTION 2011（2011年9月、ニューウェルシティー宮崎）
- MIYAZAKI GIRL&BOY COLLECTION IN 日向（2012年12月、日向市文化交流センター 小ホール）
- 新宿アクション映画祭 舞台挨拶（2016年10月10日、新宿ハイジアV1）

## アイドルユニット
- 「南国青空学園のアイドルSAKI with UPjrメンバー リーダー」 デビューシングル『DreamGO』『みやざき犬サンバ』（2011年9月 - 2014年4月）